# Kueyen
Kueyen o Kuyén è una parola mapuche che indica la luna. E uno spirito Wangulén, sposa di Antu, il sole.